# Mariusz Justka
Mariusz Justka (ur. 19 lipca 1974 w Gdyni) – polski hokeista, reprezentant Polski.

## Kariera
- Stoczniowiec Gdańsk (1994-1996)
- Unia Oświęcim (1997-1998)
- Stoczniowiec Gdańsk (1998-2004)
- GKS Tychy (2004-2008)[1]

Wychowanek Stoczniowca Gdańsk. W trakcie kariery zyskał pseudonim Juhas.
W reprezentacji Polski wystąpił na ośmiu turniejach mistrzostw świata (w latach 1996 i 1998-2004).

## Sukcesy
- Złoty medal mistrzostw Polski: 1998 z Unią, 2005 z GKS Tychy
- Srebrny medal mistrzostw Polski: 2006, 2007, 2008
- Brązowy medal mistrzostw Polski: 2003 ze Stoczniowcem
- Puchar Polski: 2006, 2007